# Biserica de lemn Sf. Dumitru din Voiteștii din Deal

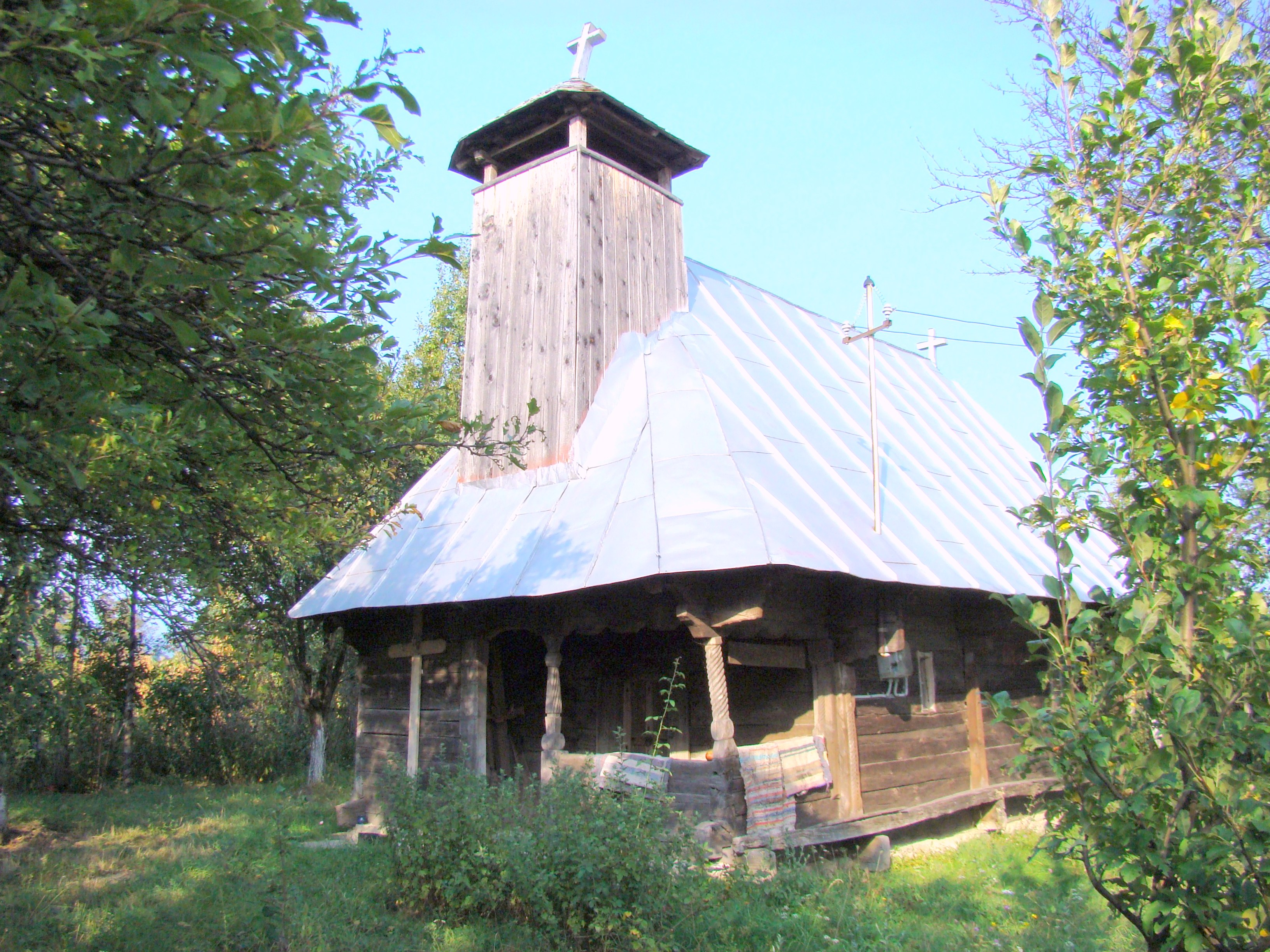
Biserica de lemn „Sfântul Dumitru” din Voiteștii din Deal, comuna Bălănești, județul Gorj, foto: septembrie 2009.

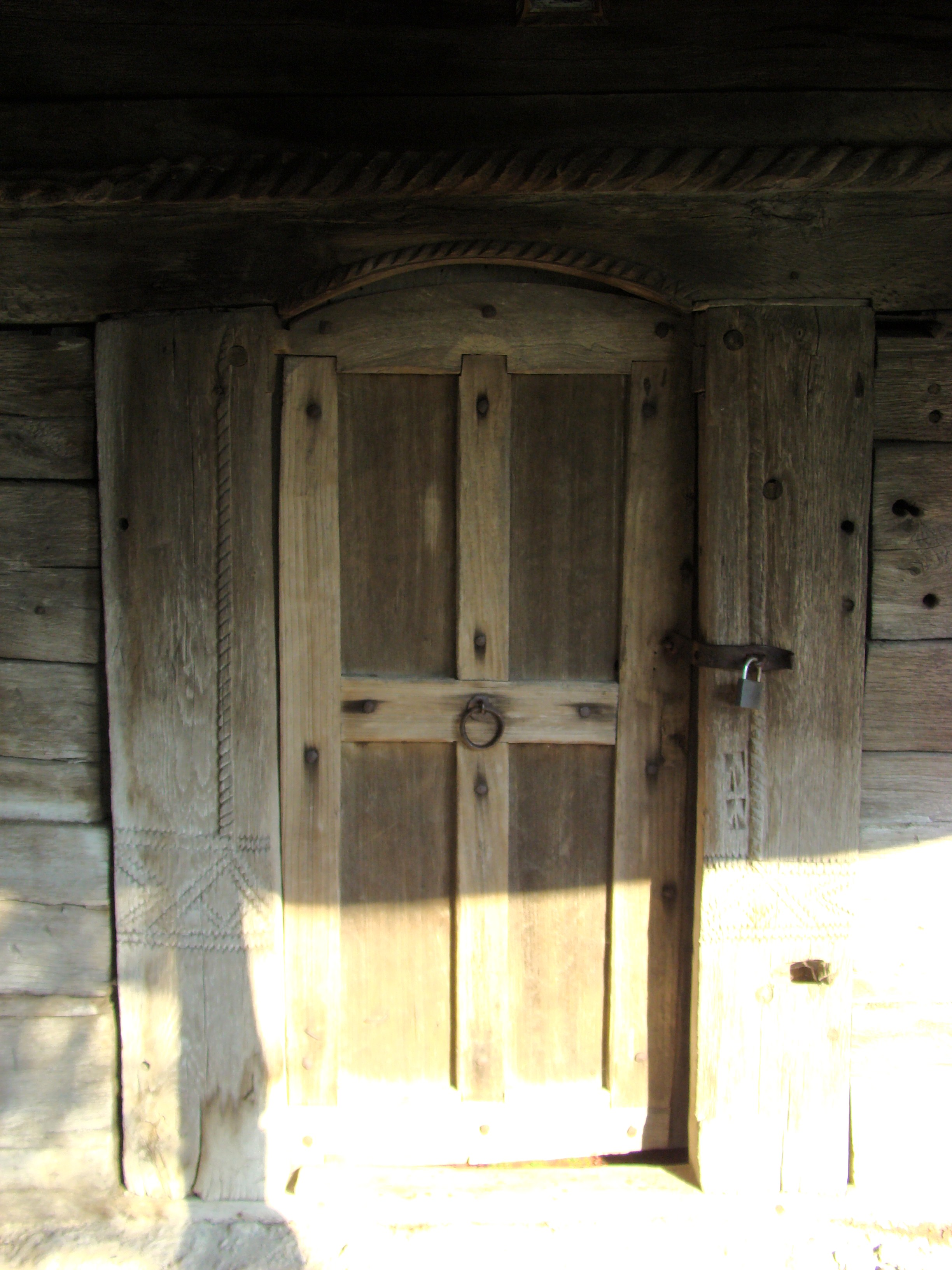
Cadrul intrării

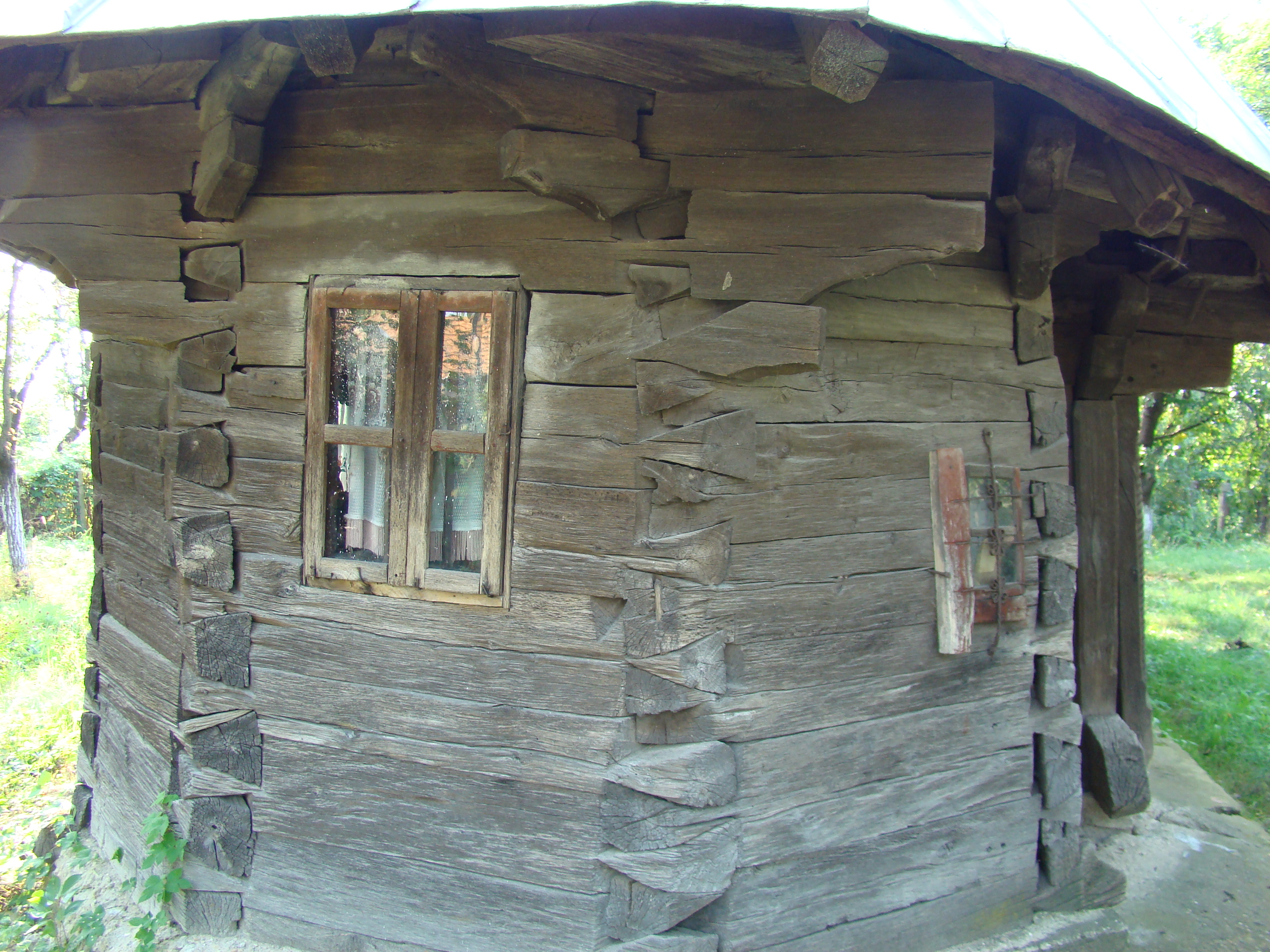
Absida altarului

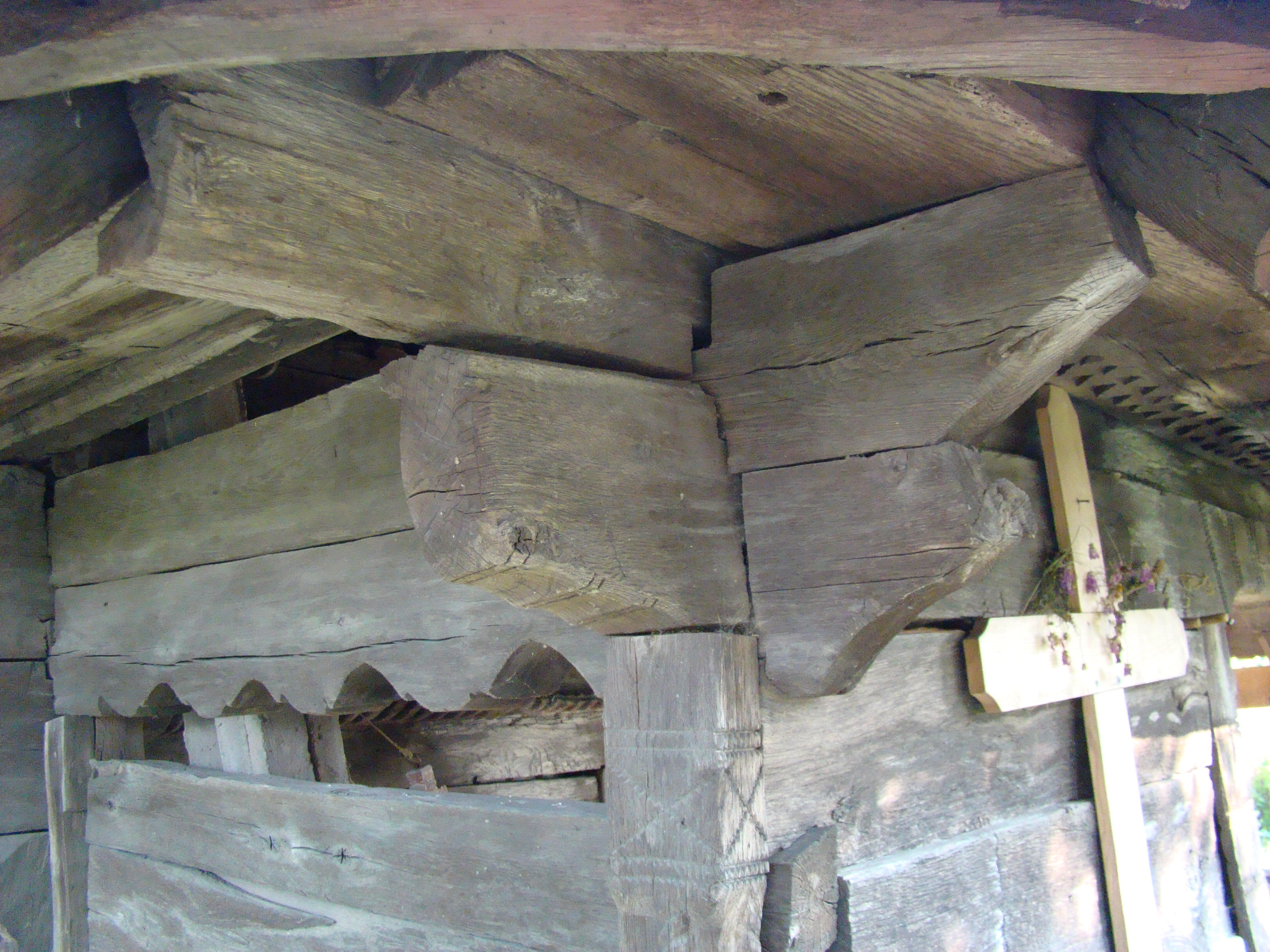
Console

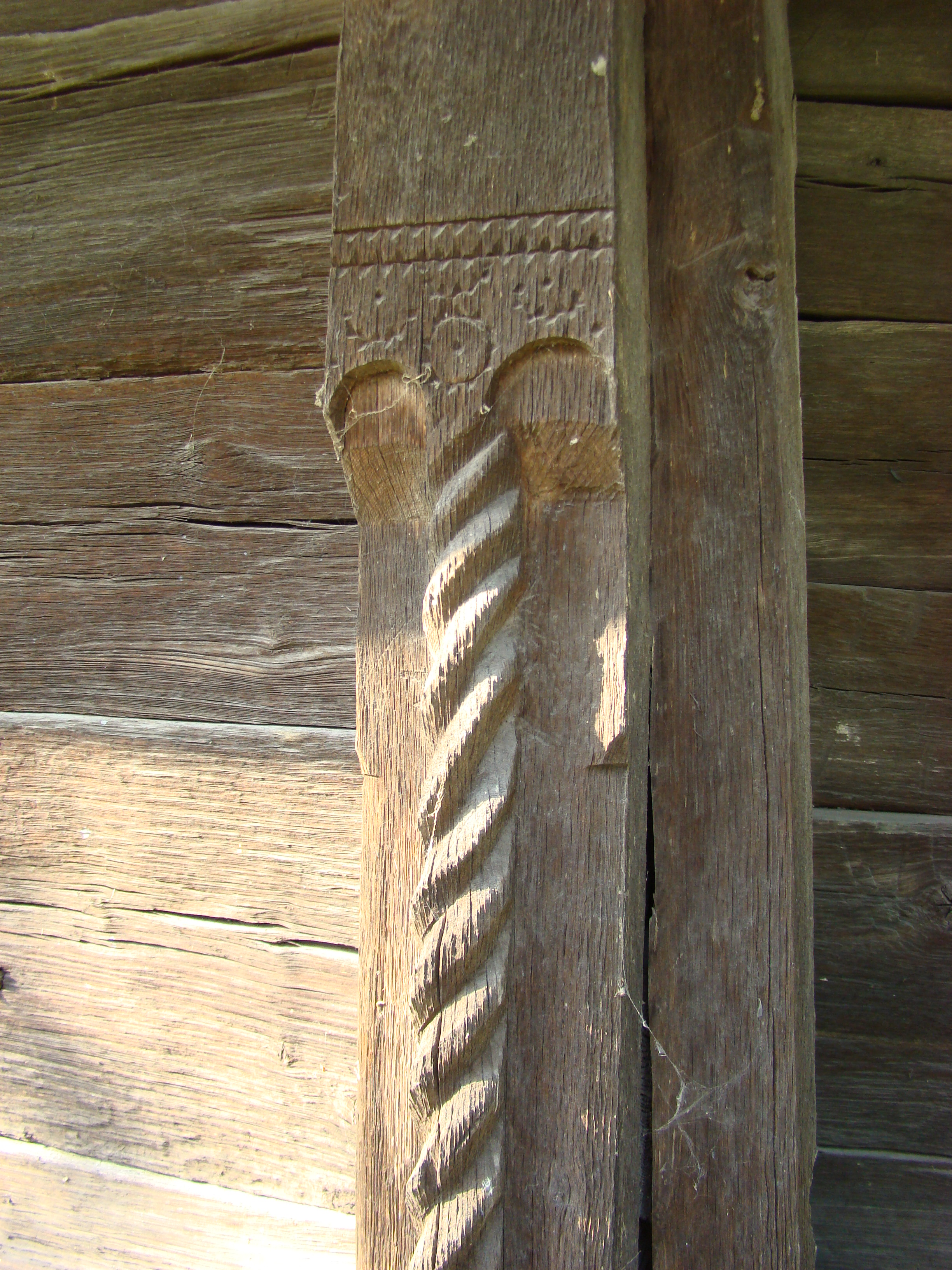
Undrea

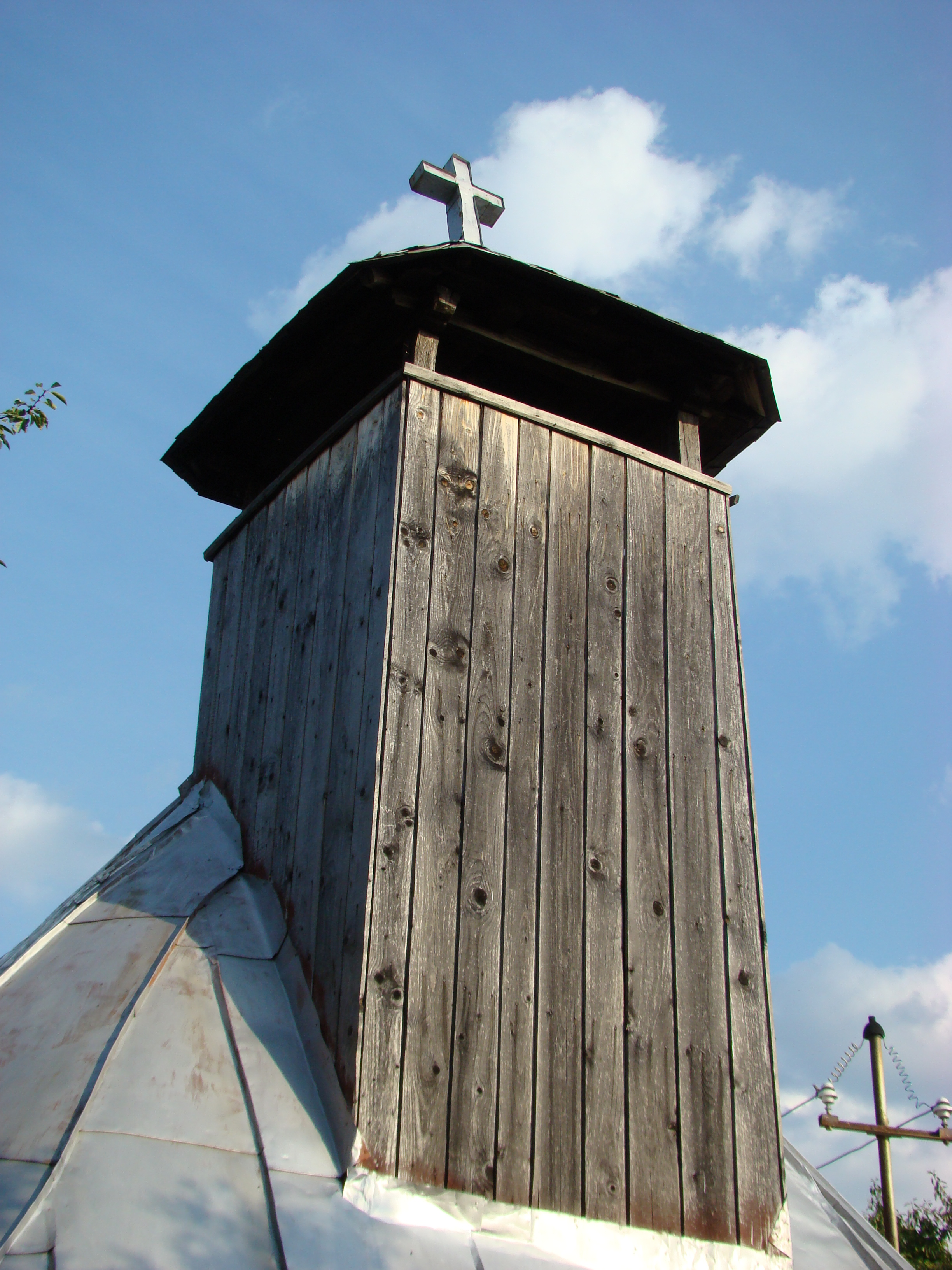
Clopotnița (vedere din lateral)

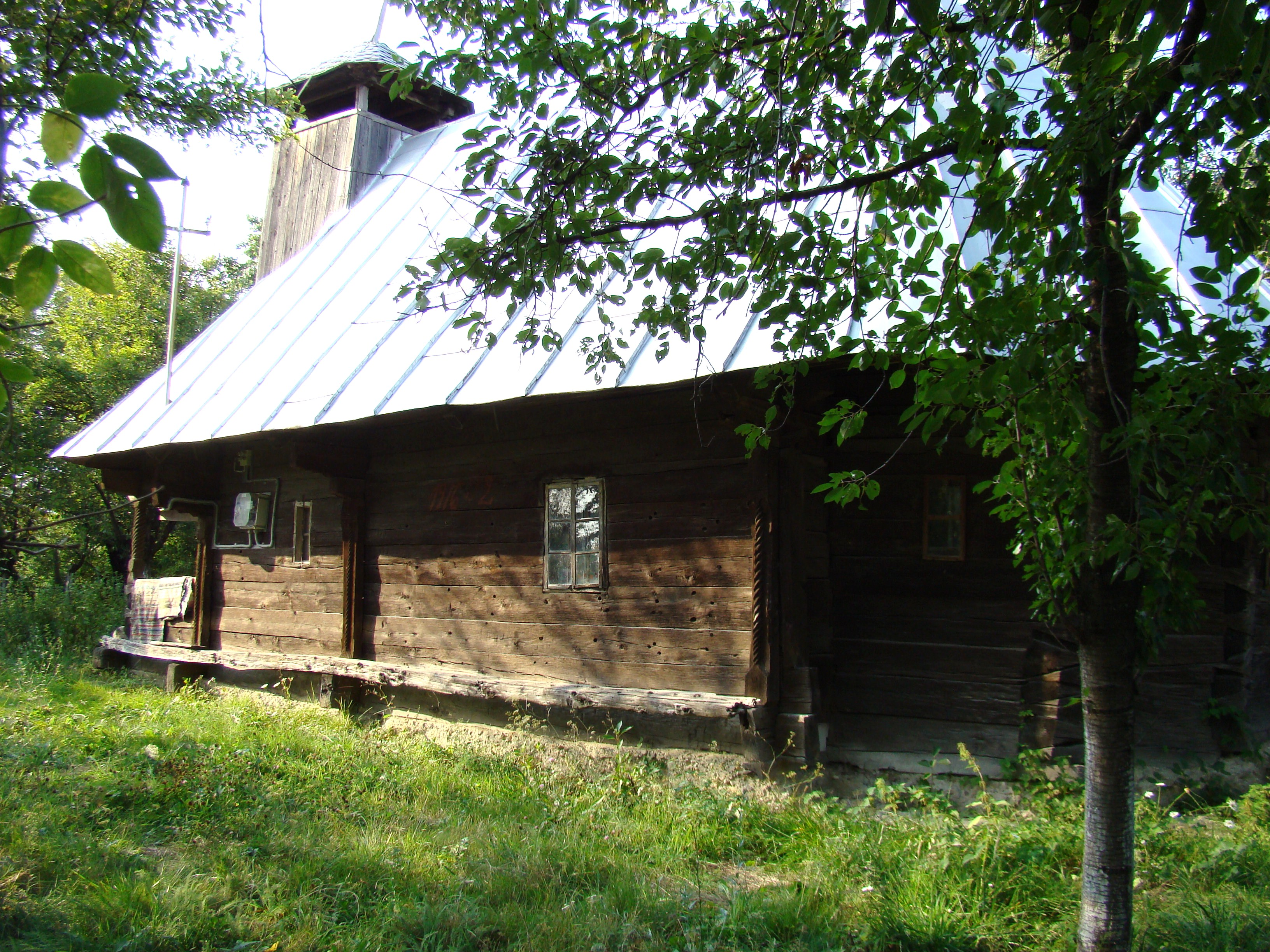
Biserica (sud-est)

Biserica de lemn din Voiteștii din Deal, comuna Bălănești, județul Gorj, a fost construită în jurul anului 1818. Are hramul „Sfântul Dumitru” (26 octombrie). Biserica se află pe noua listă a monumentelor istorice sub codul LMI:  GJ-II-m-B-09458.

## Istoric și trăsături
După catagrafia de la 1840 a fost edificată în anul 1810, ctitori fiind popa Ilie Brânzan și popa Mihai. Pisania din altar, scrisă cu vopsea, oferă următoarele informații: „Această sfântă biserică s-au cumpărat de la bâlciu Ispasului la anu 1844 în luna mai, întâia zi, sfântu prooroc Ieremia și s-a tocmit de șase oameni adecă preotu popa Gheorhe sin popa Ilie Brânzan, titorii Sfintei biserici, Matei Manta Mazilu, și Pătru Cernăzanu i Ion Brânzan i Dan Lupulescui Ion Tomescu. Gheorghe ereu, Matei, Pătru, Ion Dan, Ion”. Pisania nu se referă la biserică, ci la tâmplă, și atestă cumpărarea de la târguri a bunurilor artistice, pictura pieselor de la tâmplă corespunzând vremii pisaniei.
Monumentul este mult anterior anului 1844, fiind construit de meșteri faimoși din partea locului.
Pereții, de mici dimensiuni, înscriu o navă dreptunghiulară și un altar retras, poligonal, cu cinci laturi.
Pantele acoperișului sunt învelite în tablă, în timp ce acoperirea interioară cuprinde o boltă în leagăn, intersectată în altar cu fâșii curbe, tangente pereților.
Se remarcă îndeosebi prin bogăția decorului sculptat: cadrul intrării, consolele, cornișa (cu două rânduri de zimți), undrelele, cosoroabele și fruntarul prispei; deasupra acesteia este o clopotniță, adăugată mai târziu.

## Galerie de imagini

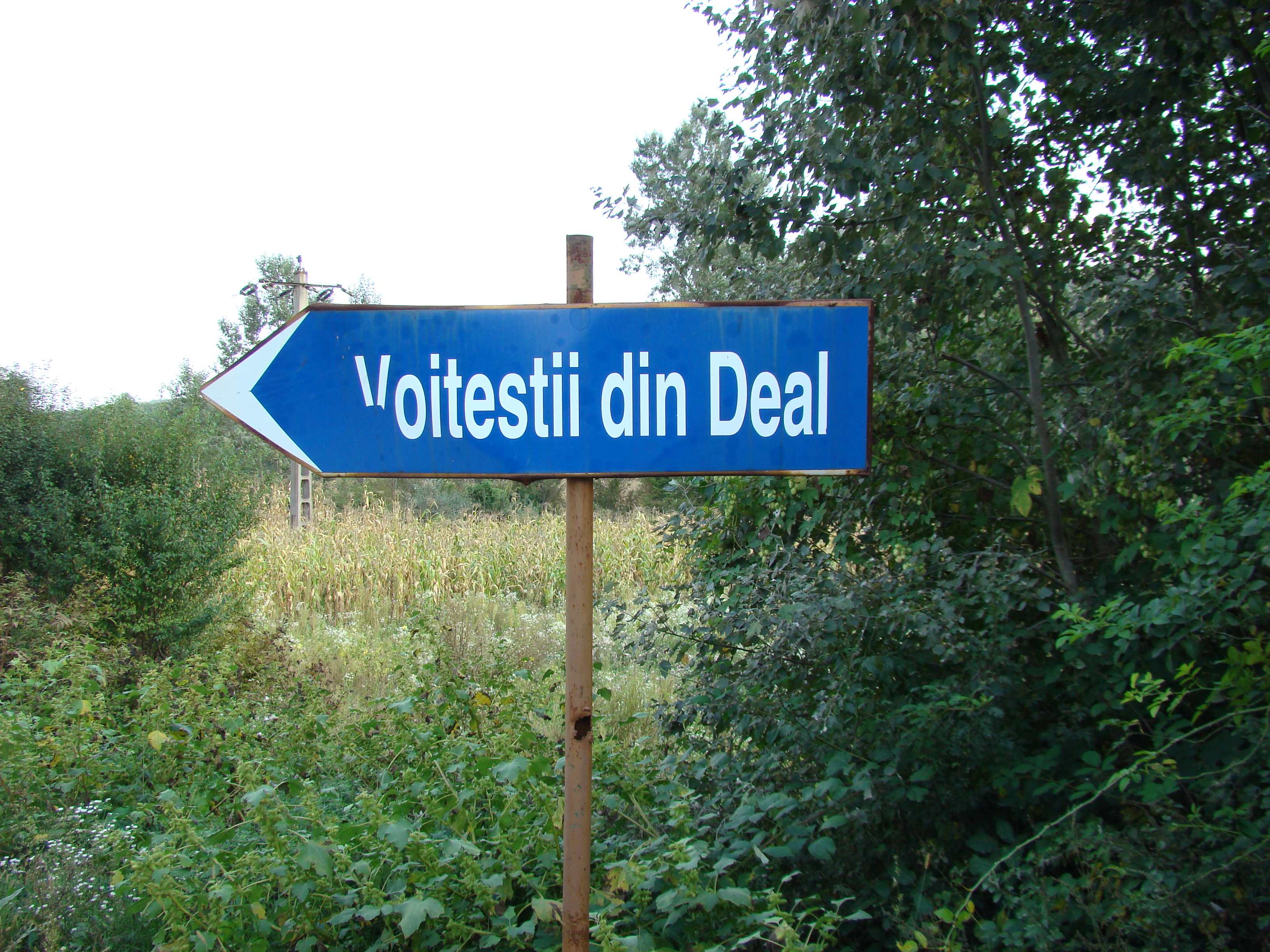
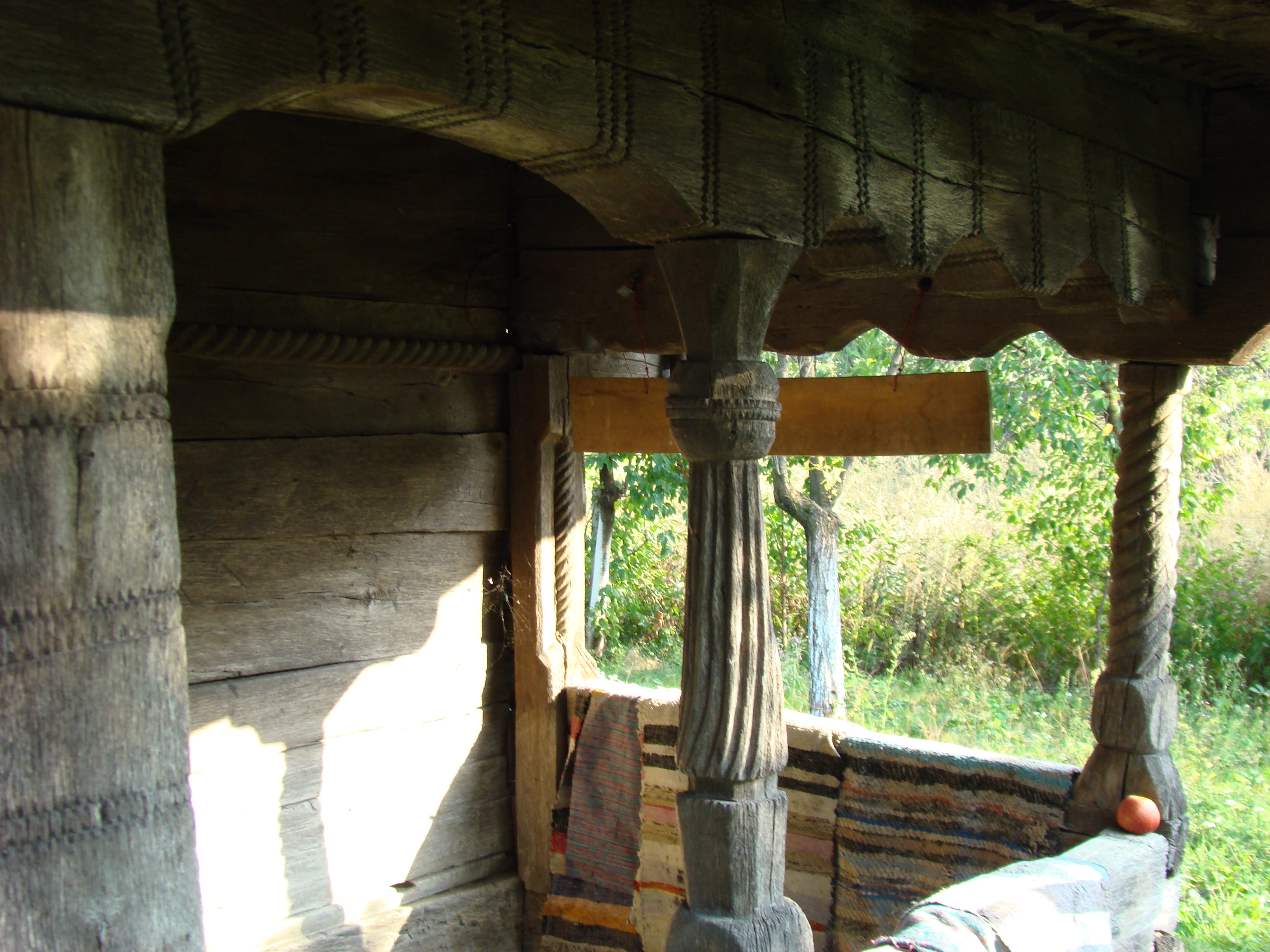
Prispa
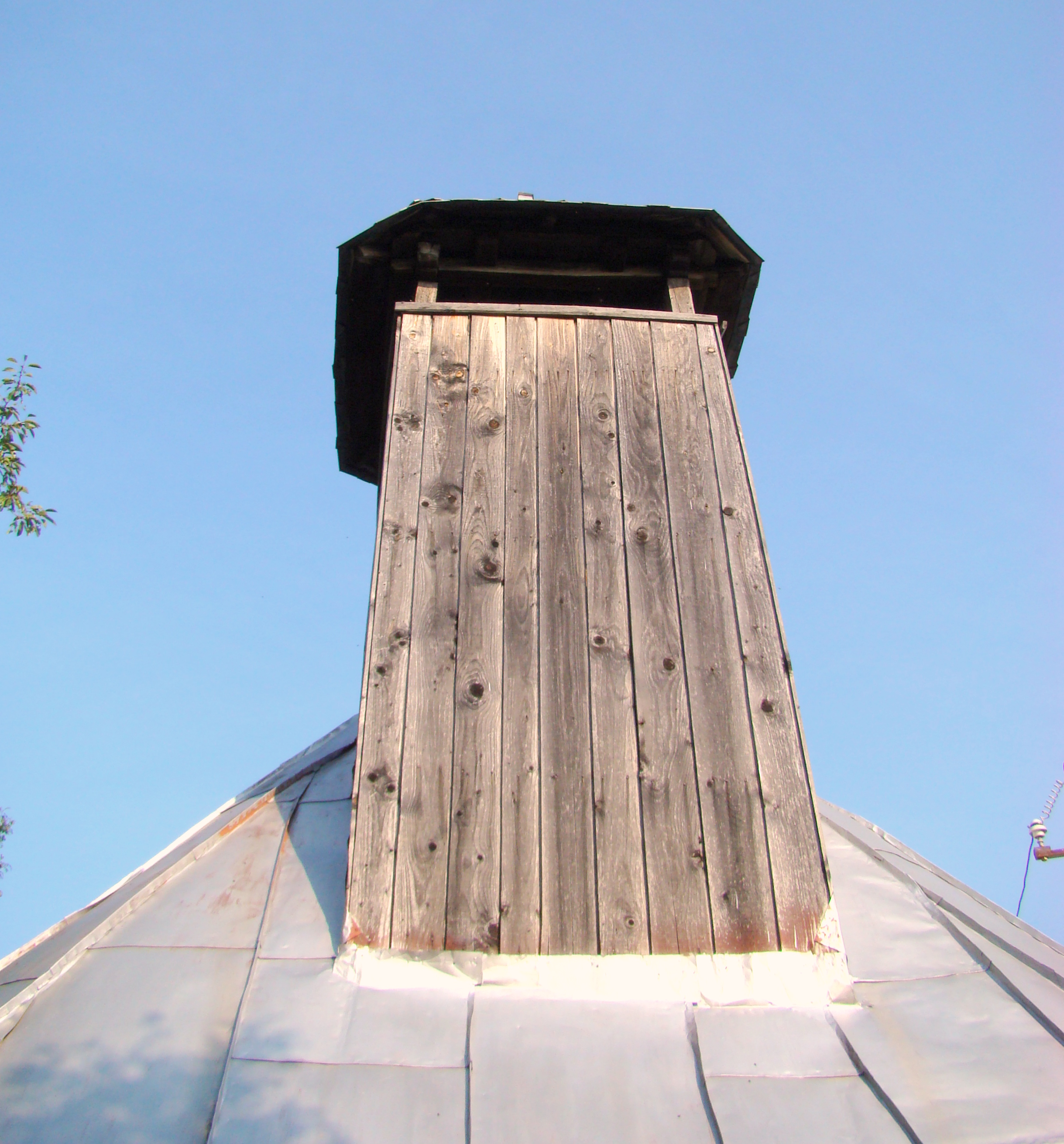
Clopotniţa
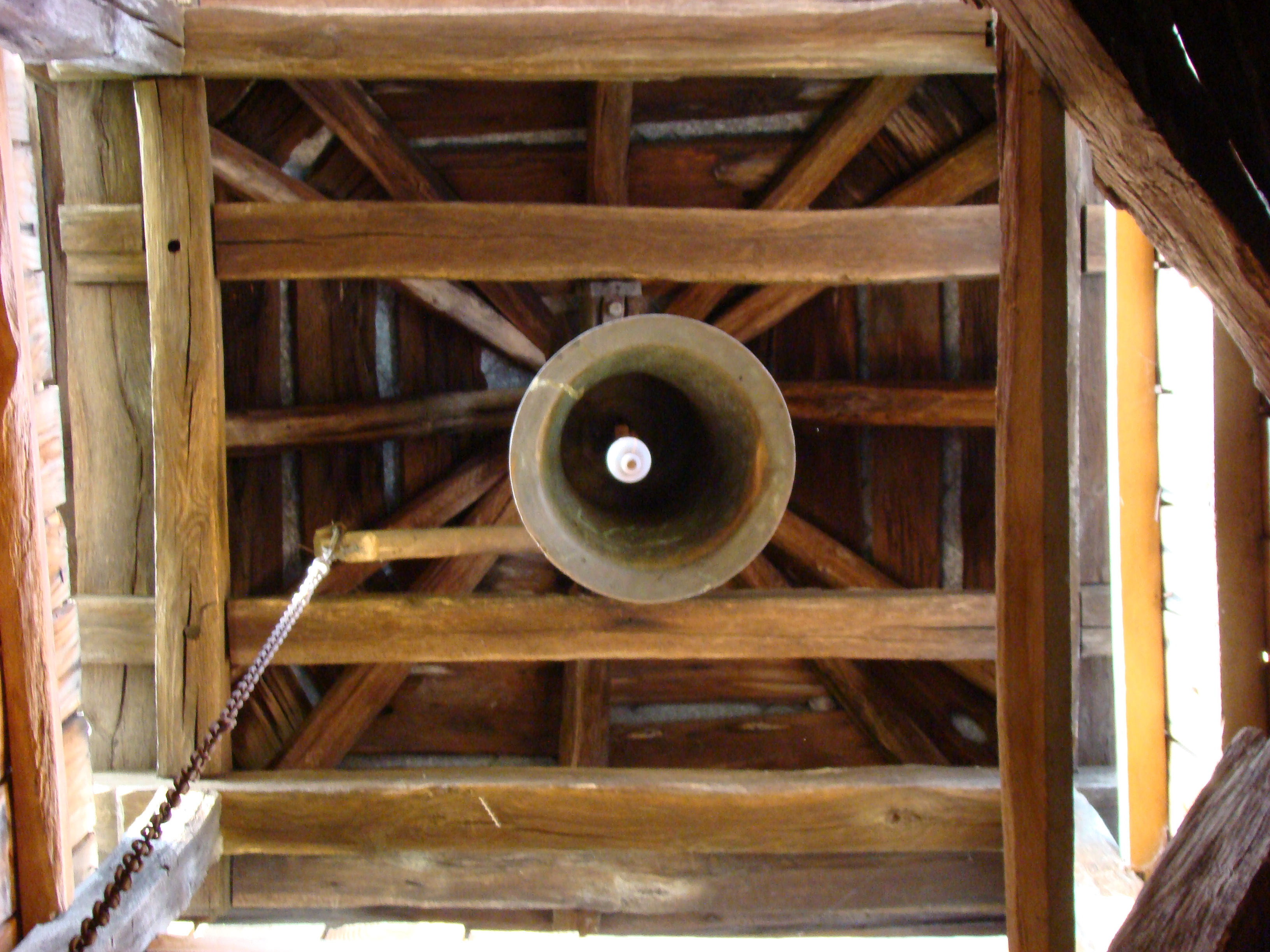
Clopotul
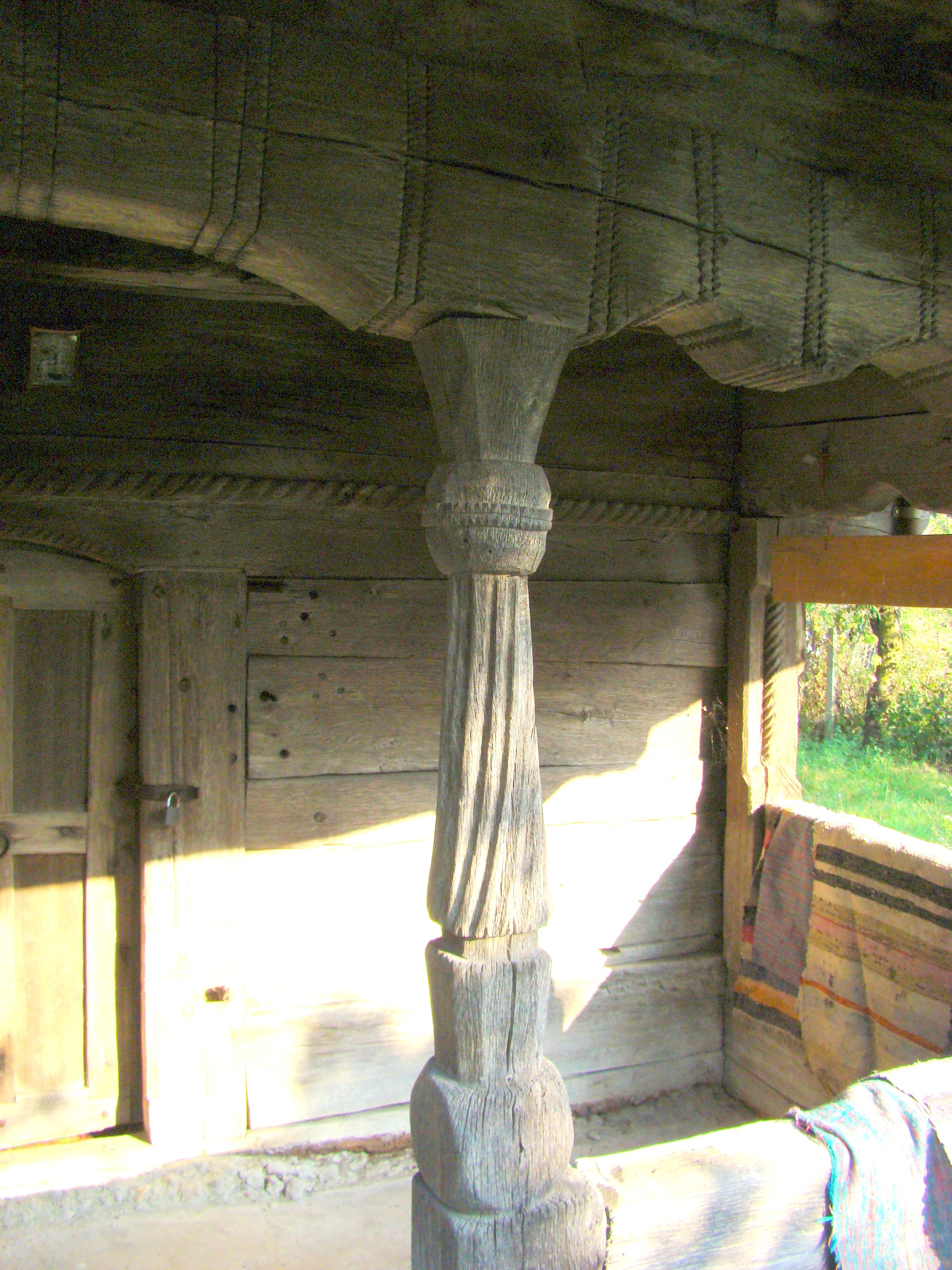
Stâlp la prispă
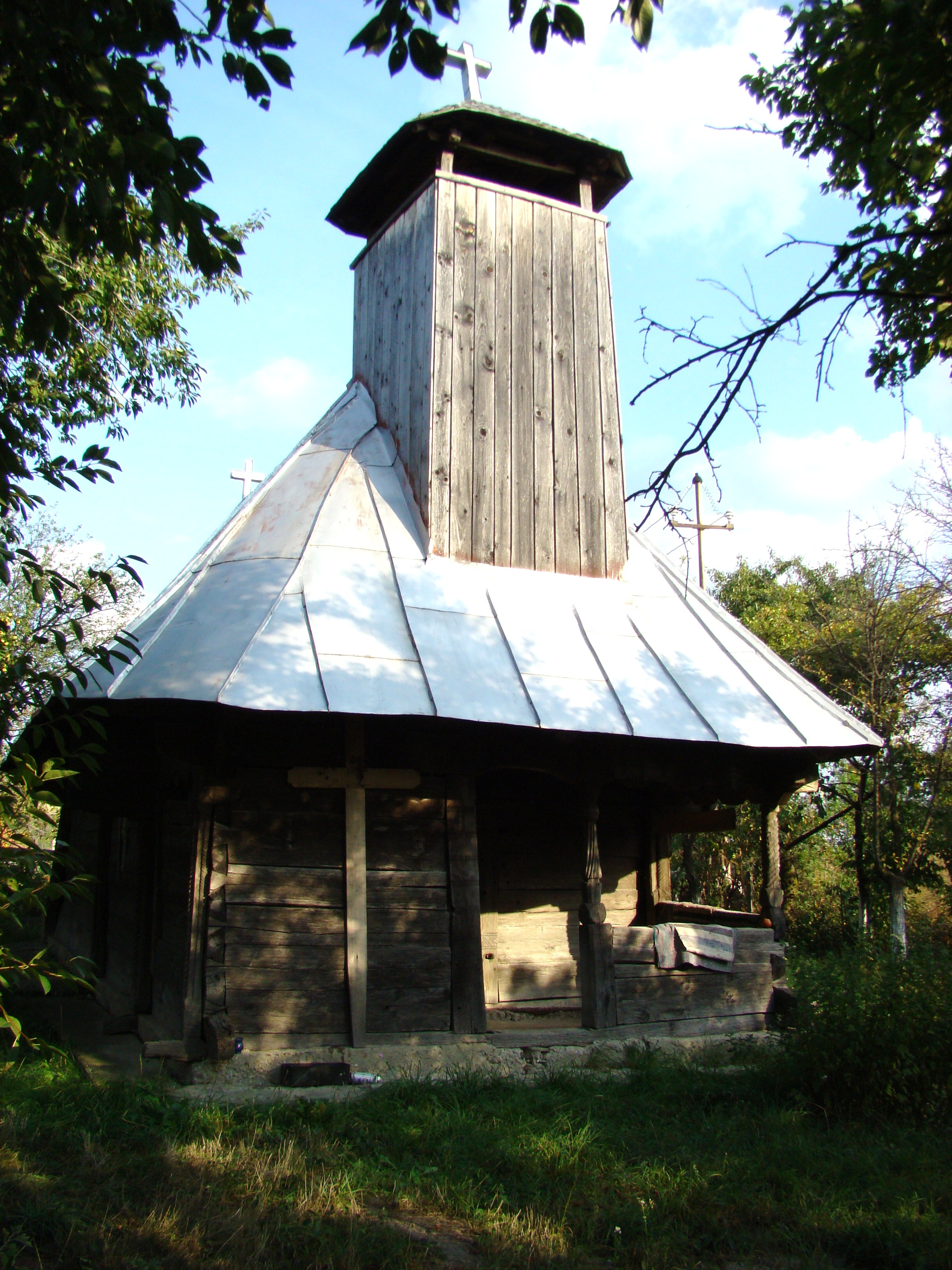
Biserica (vest)
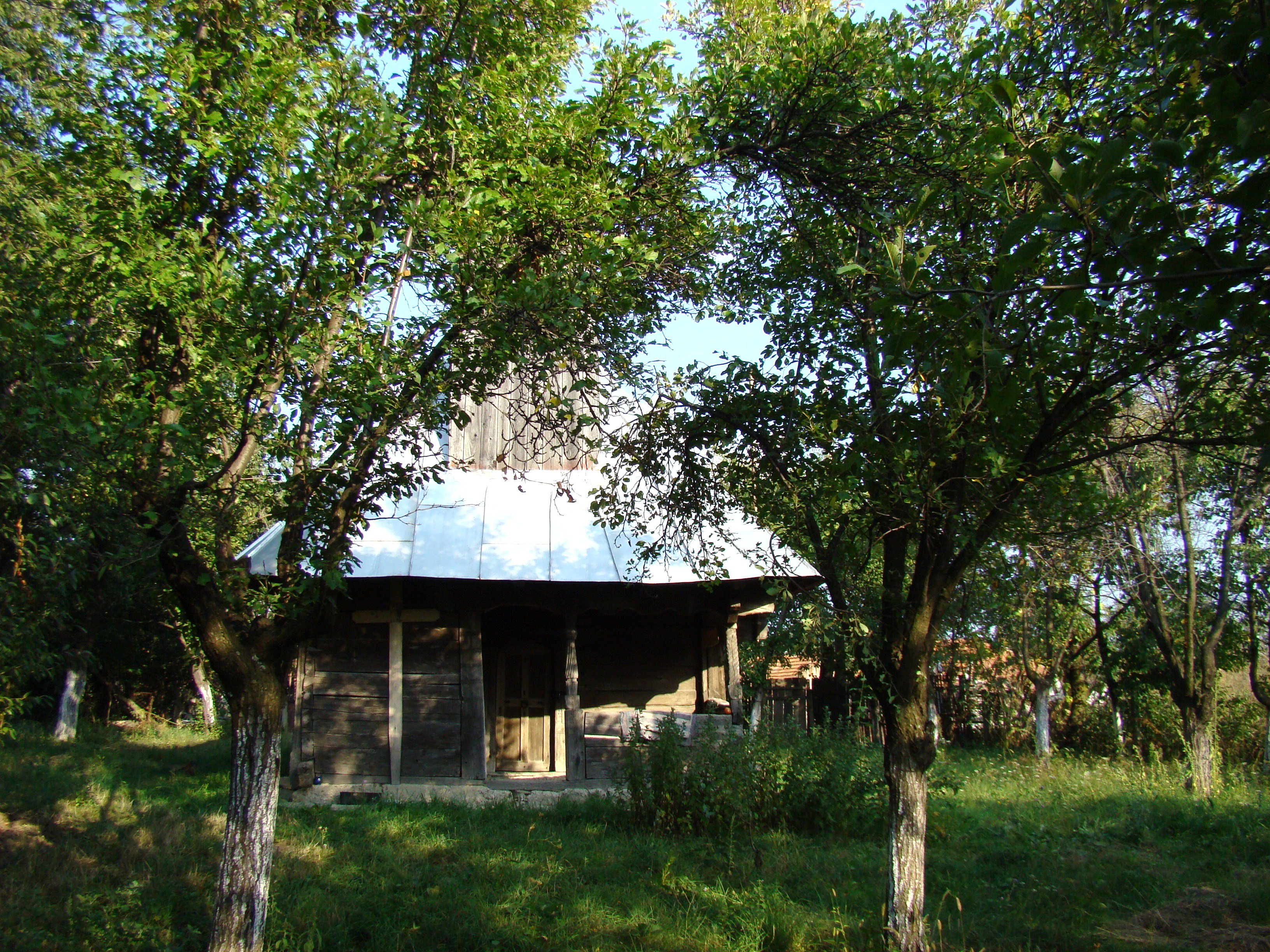
Biserica şi împrejurimile
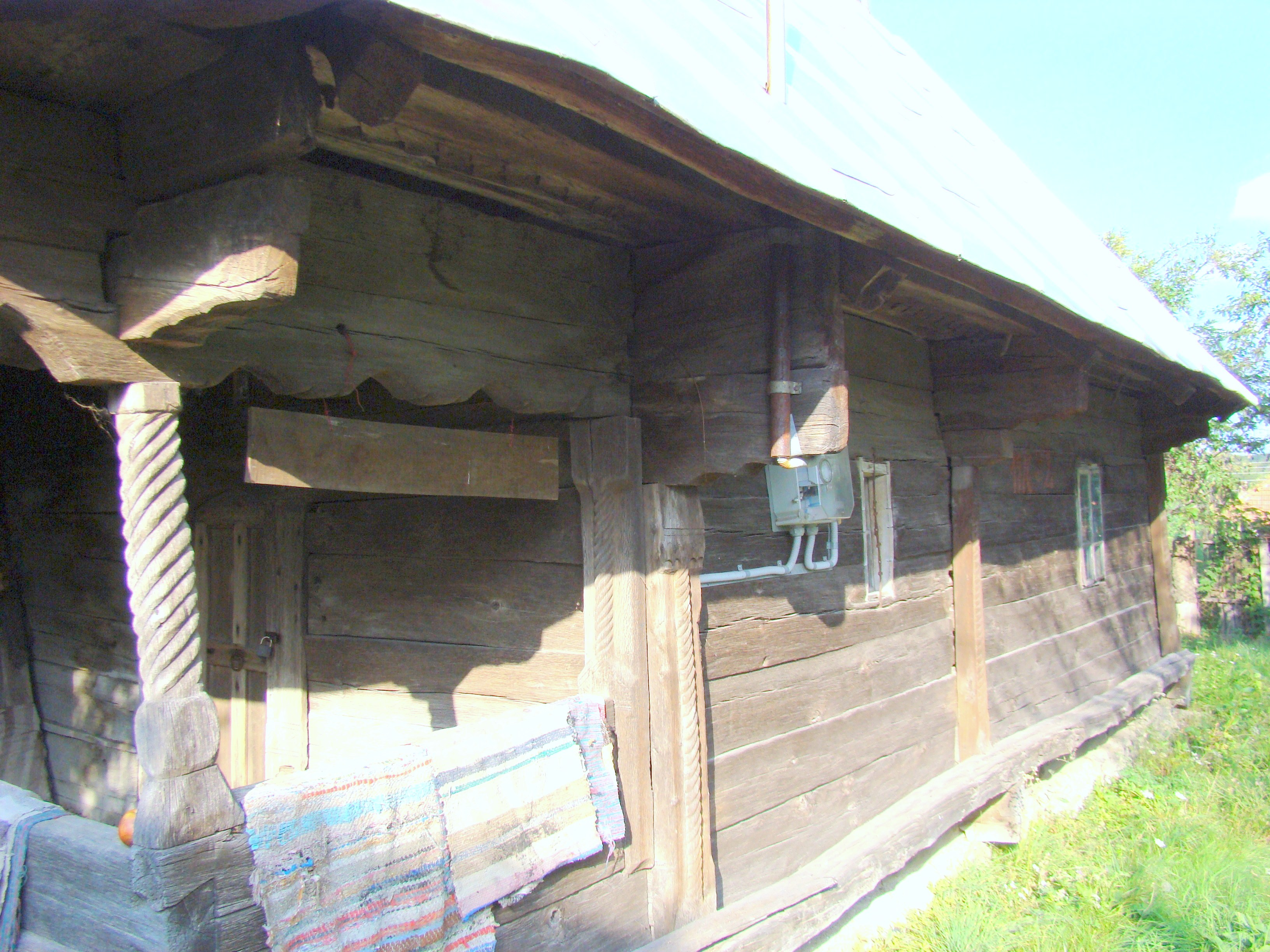
Latura de sud
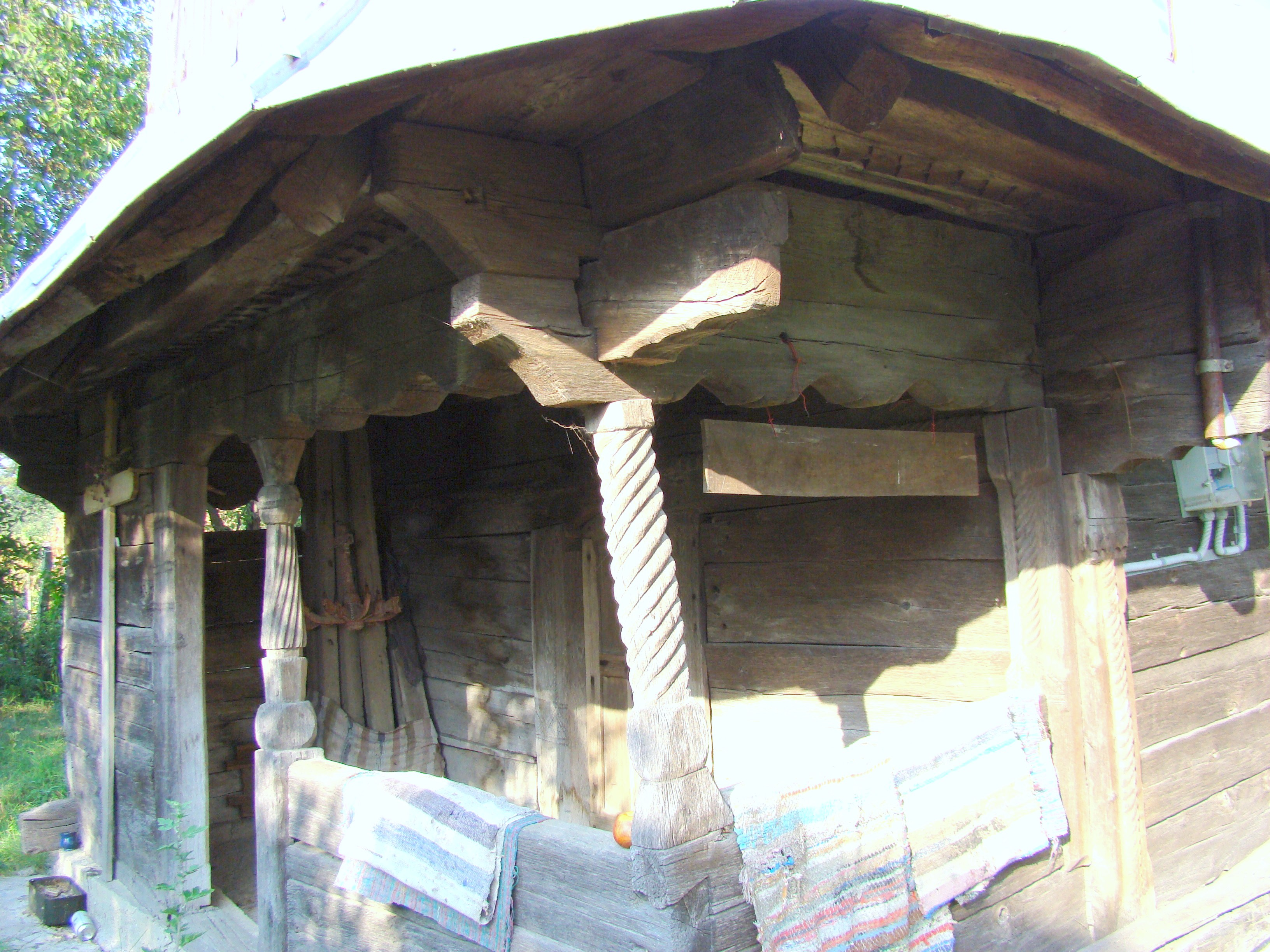
Prispa (vedere din lateral; se pot observa toaca şi colonetele în torsadă, cu simbolul mărului la bază)
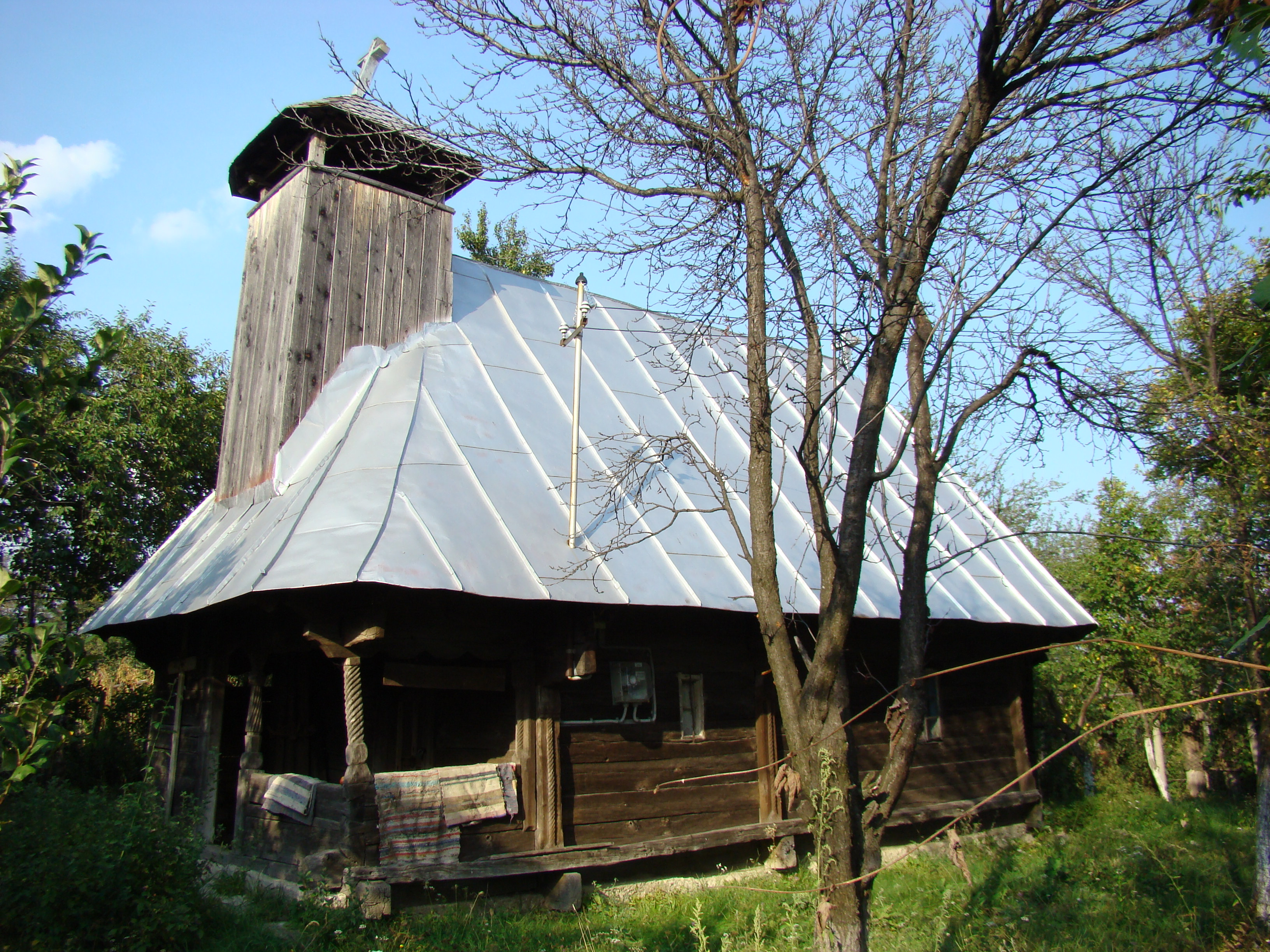
Biserica (sud-vest)
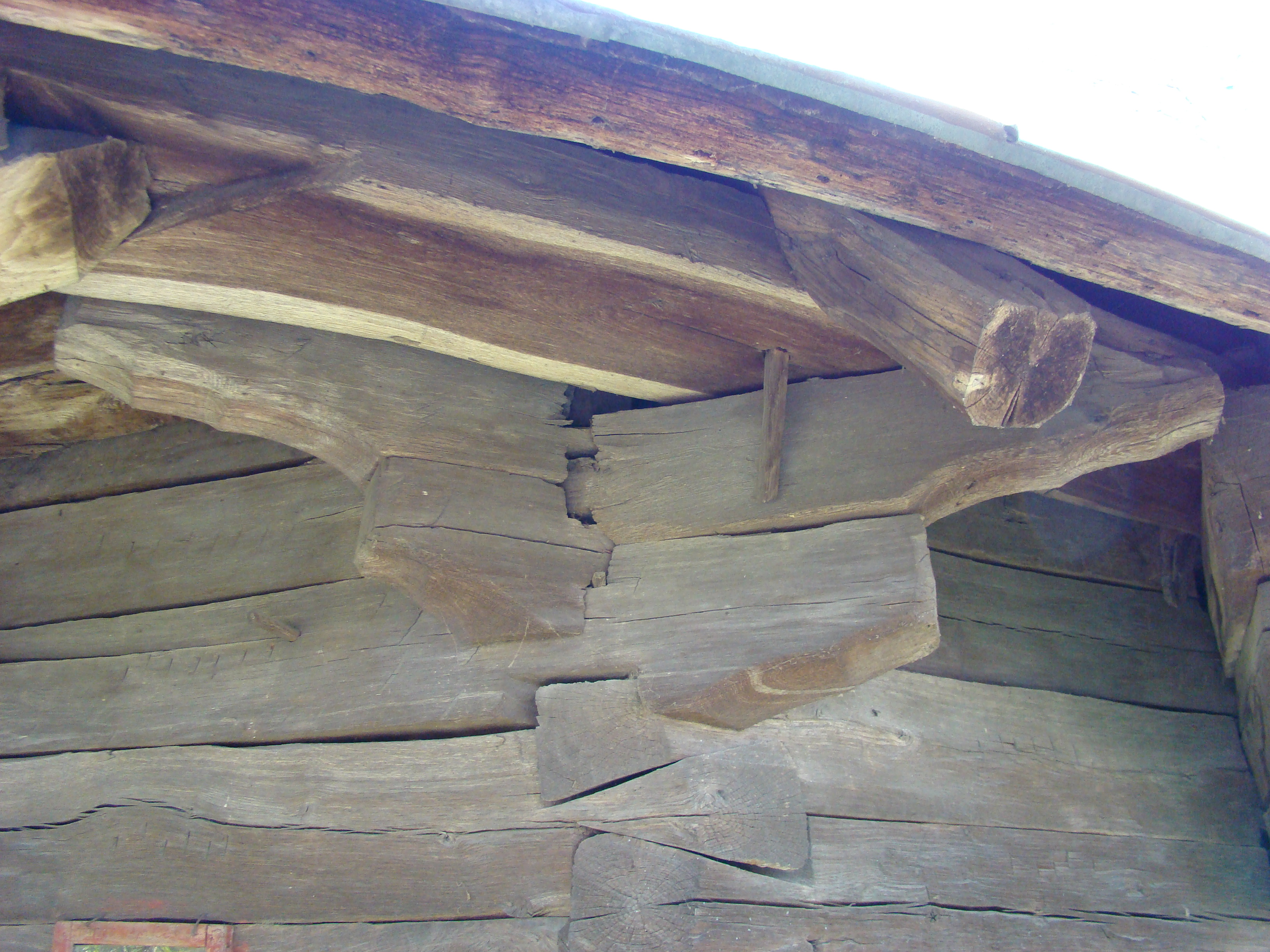
Console
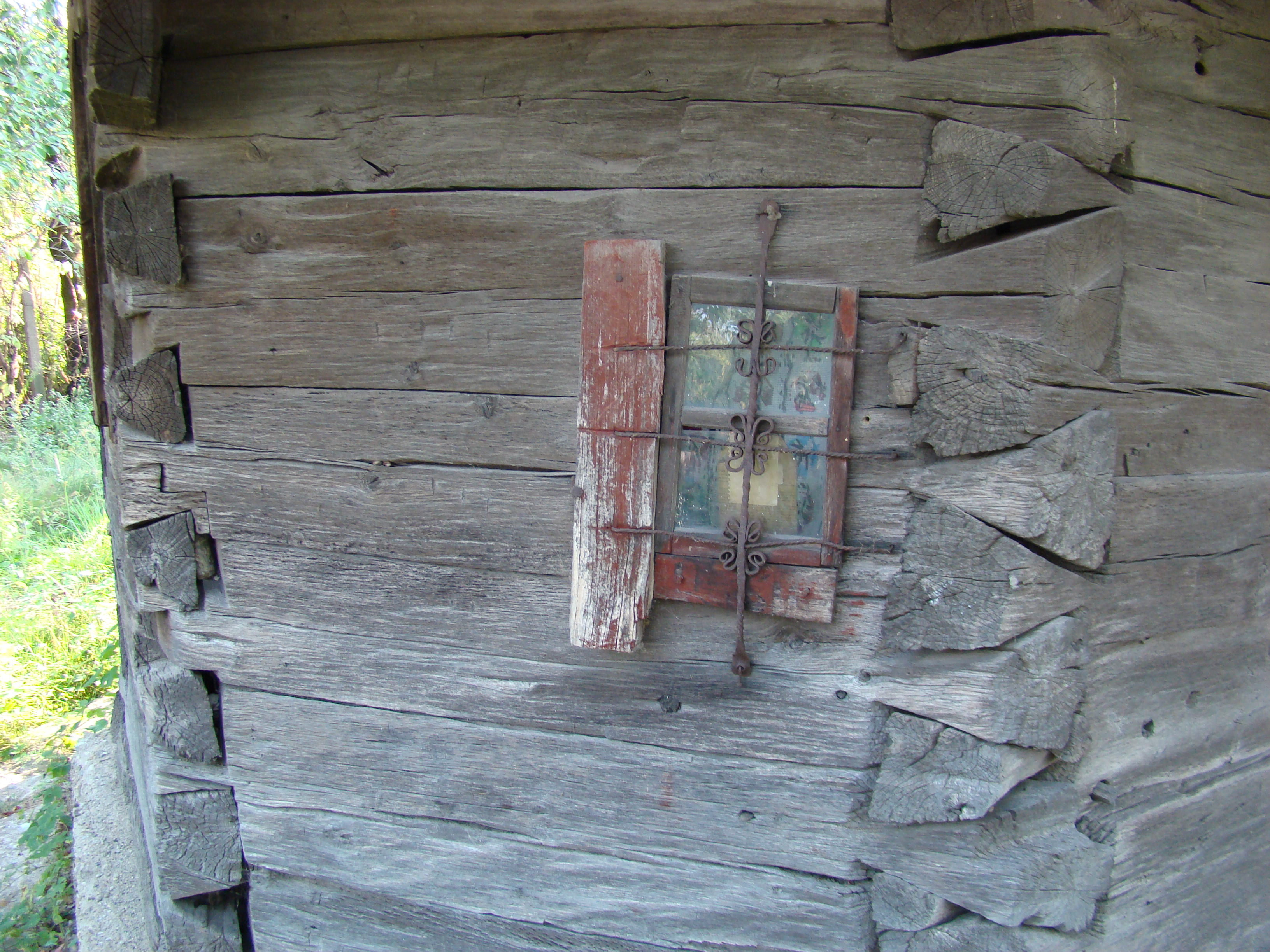
Fereastră
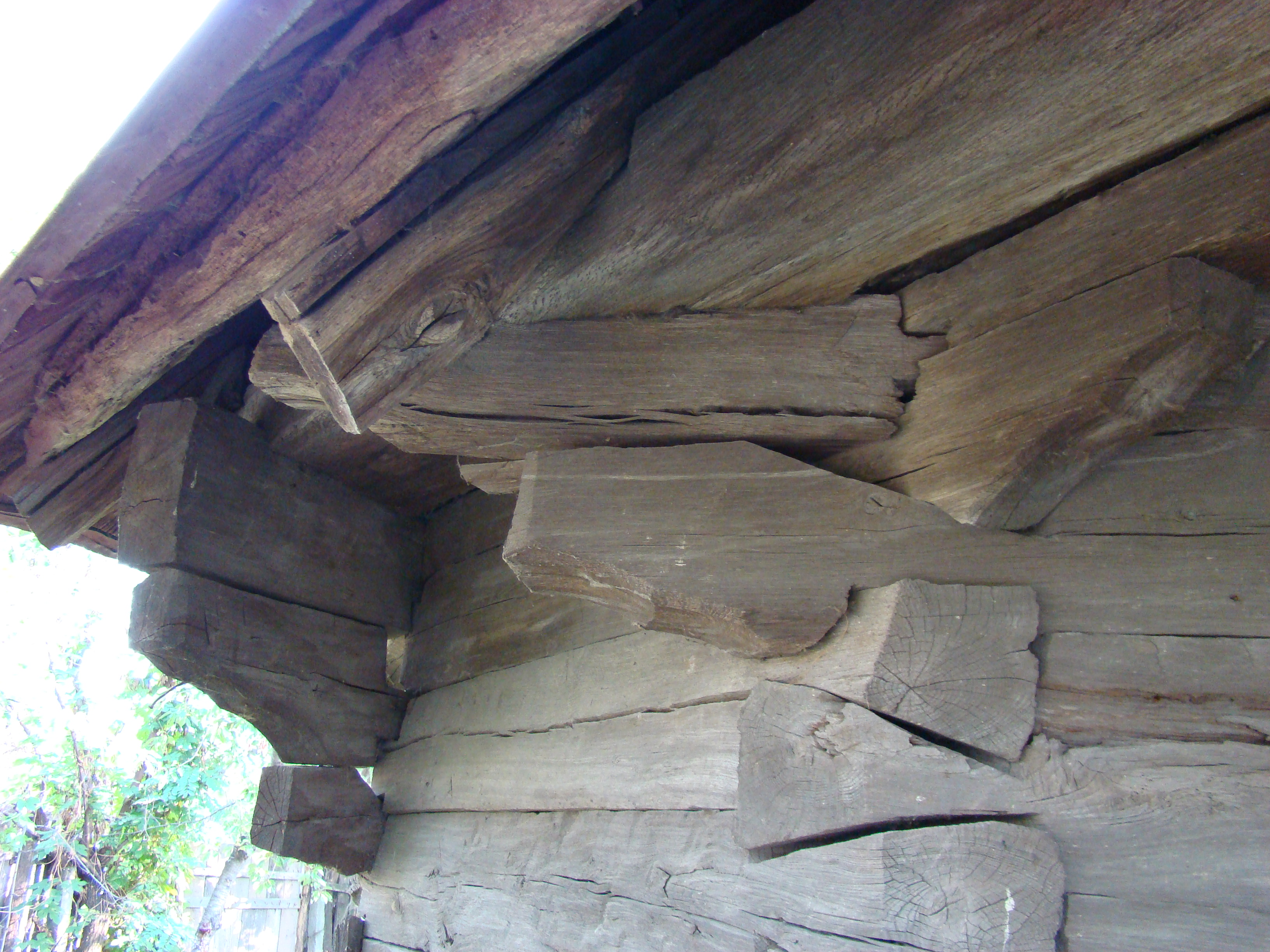
Console şi îmbinări la altar
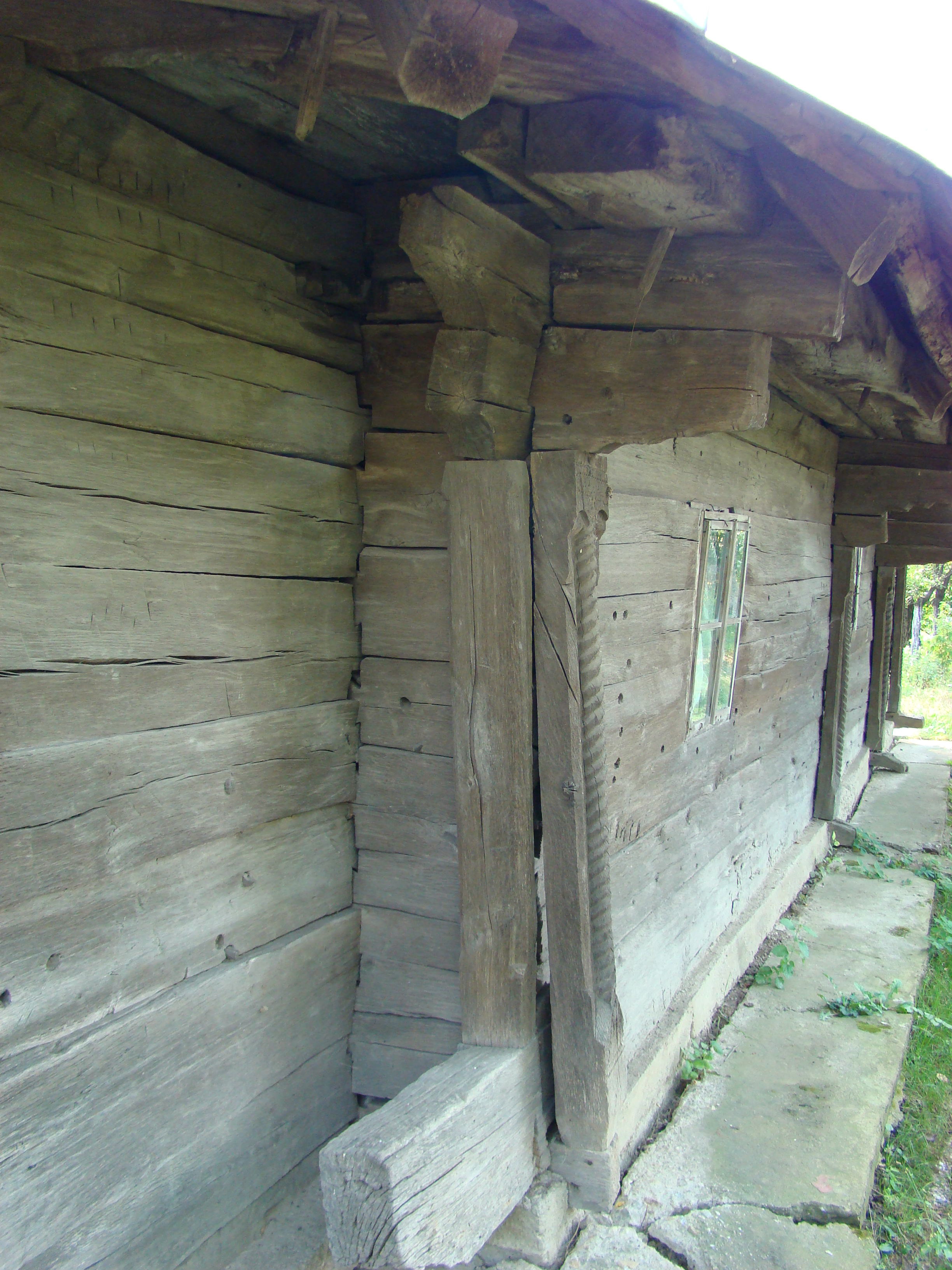
Decroşul altarului
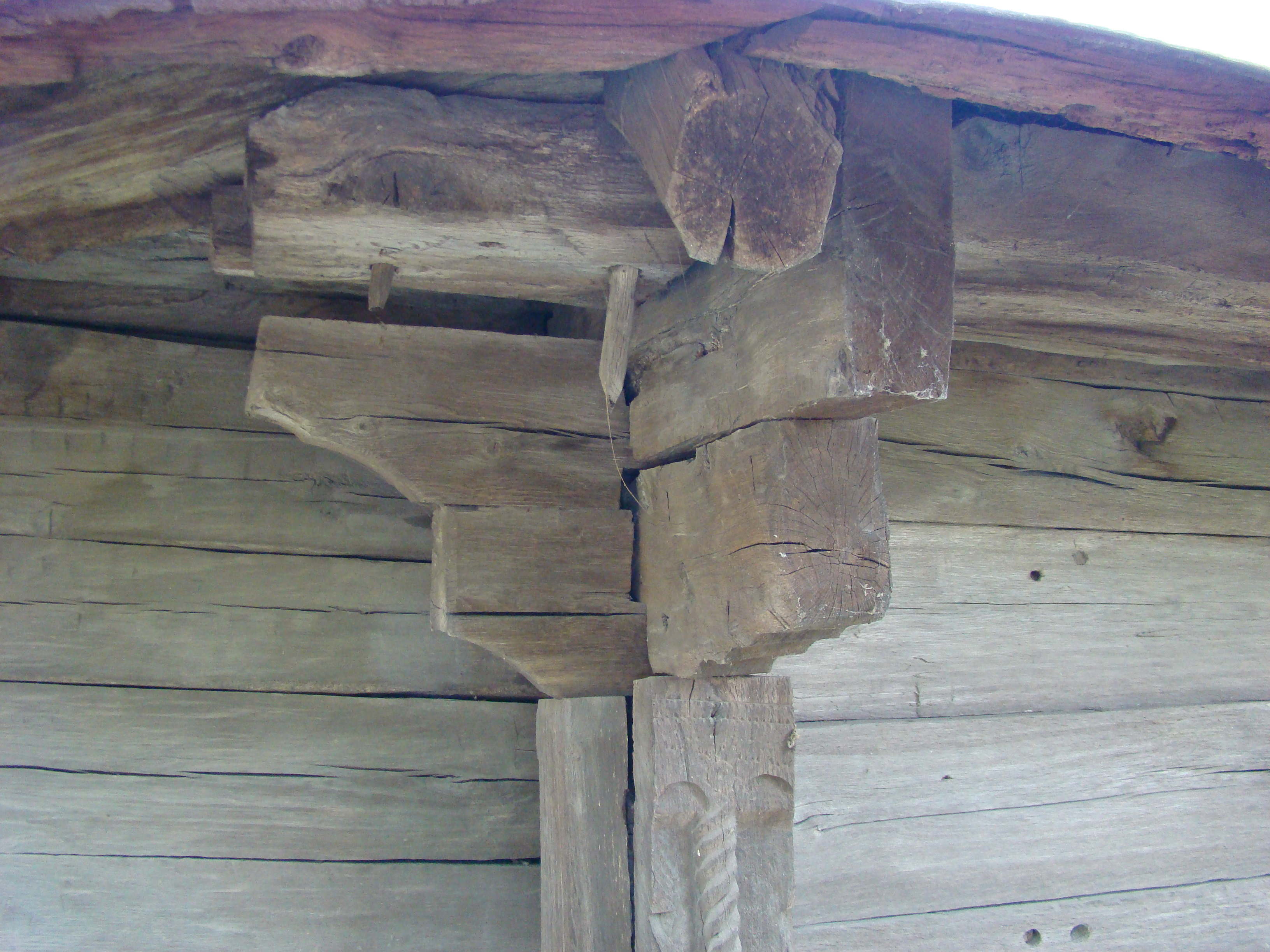
Console
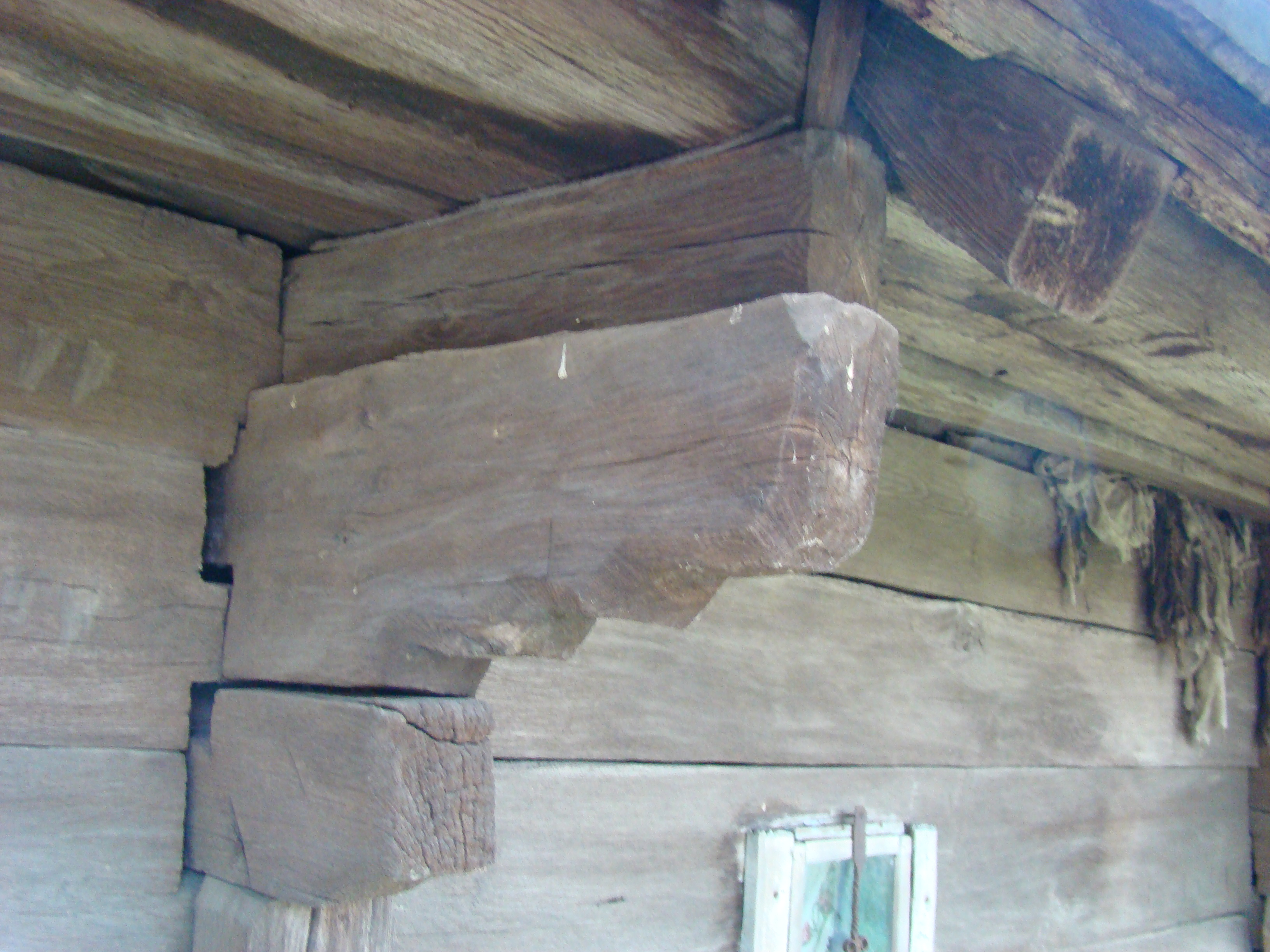
Consolă sub streaşină
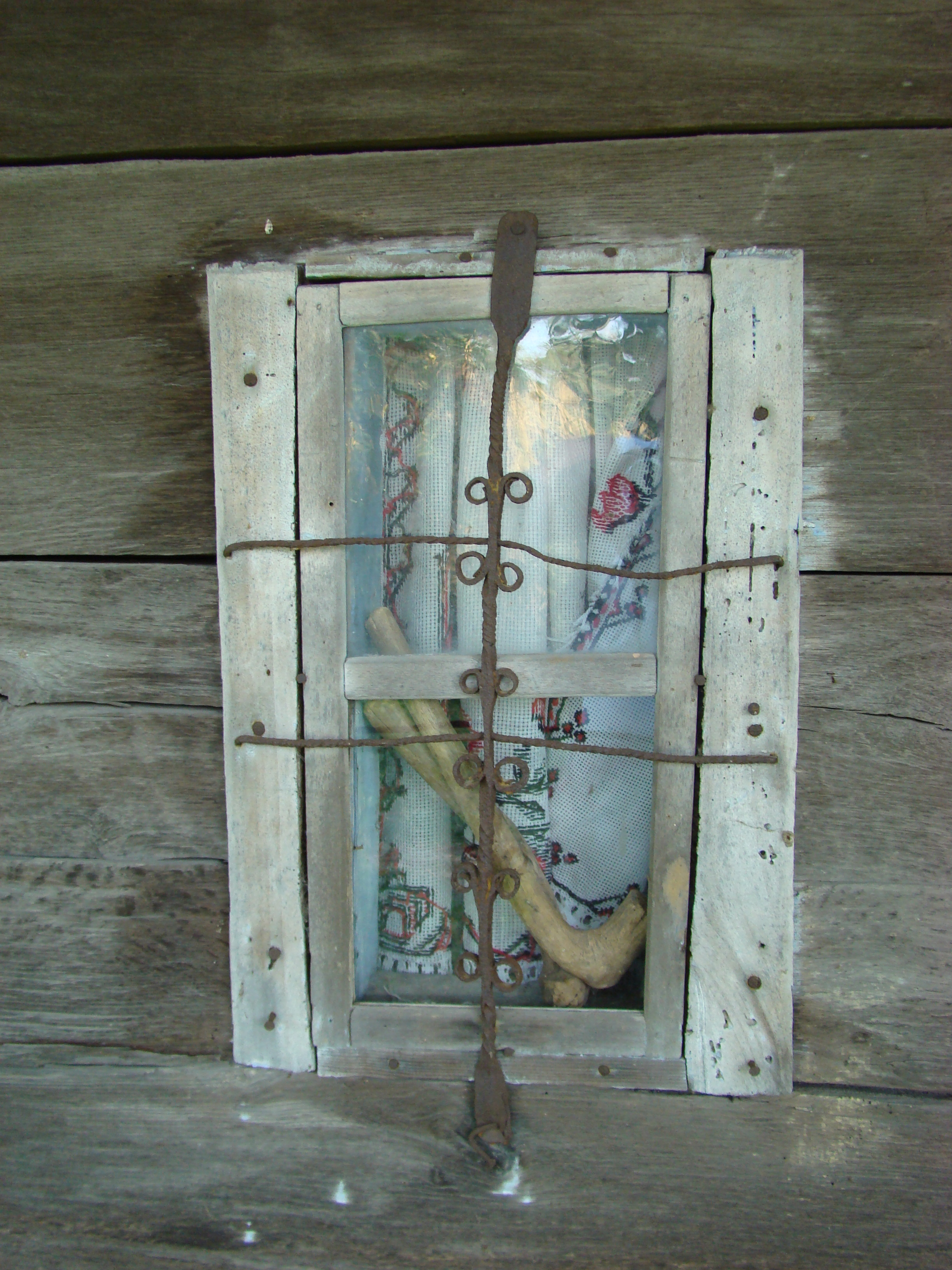
Fereastră
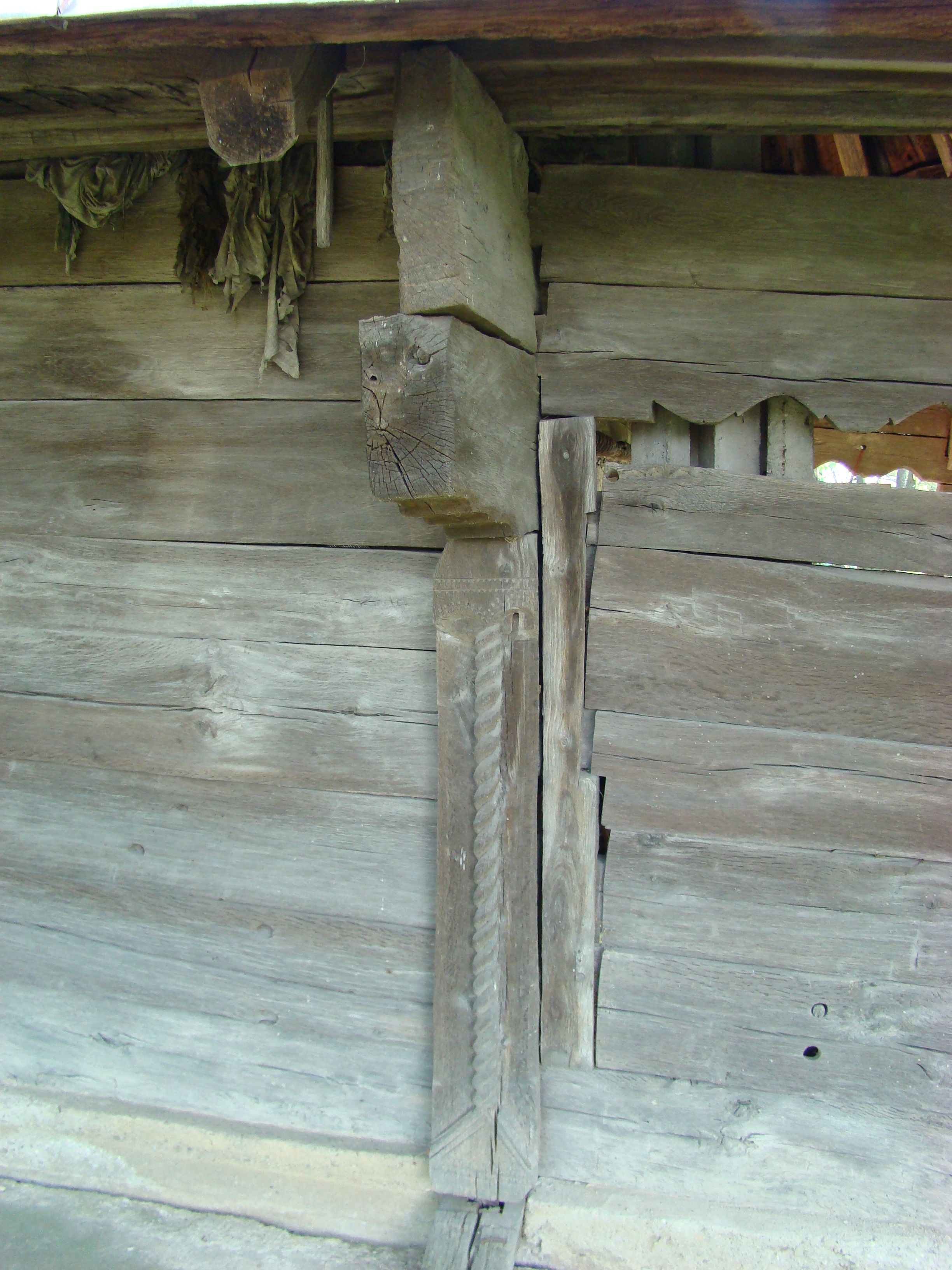
Consolă şi undrea
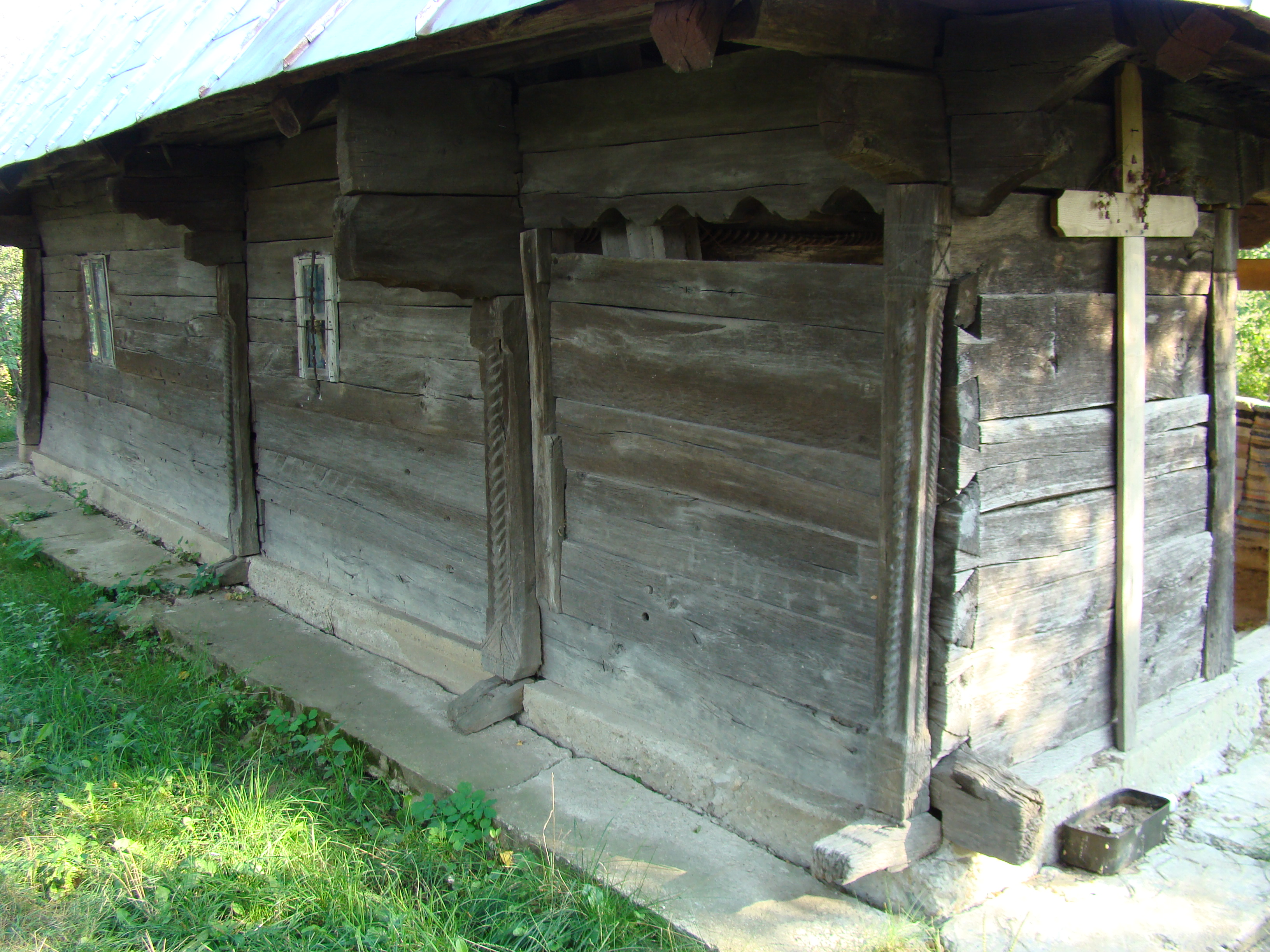
Latura de nord
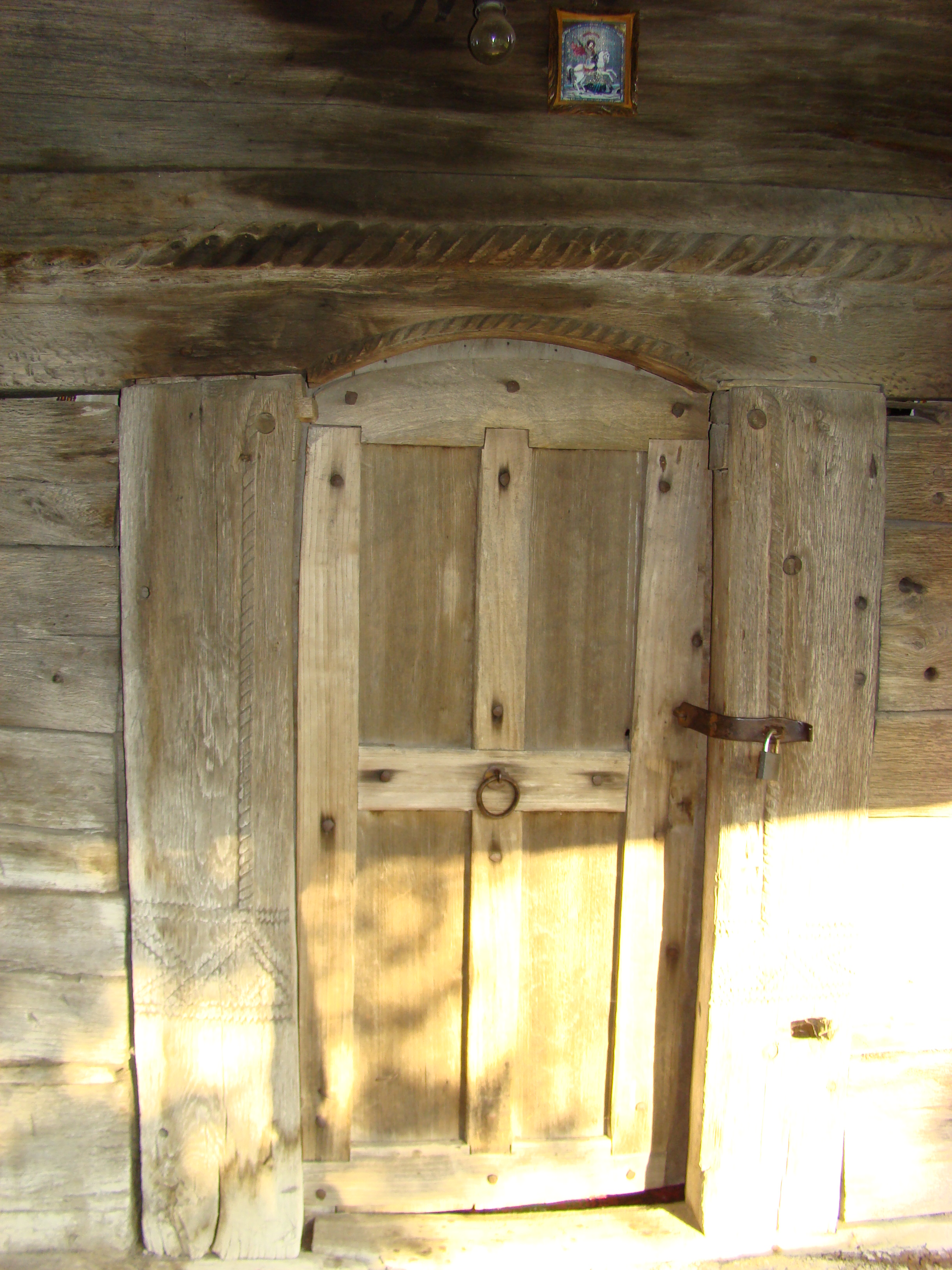
Portalul exterior